# Calle 77 (línea de la Cuarta Avenida)
La Calle 77 es una estación en la línea de la Cuarta Avenida del Metro de Nueva York de la B del Brooklyn–Manhattan Transit Corporation (BMT). Localizada en la intersección con la Calle 77 y la Cuarta Avenida en Brooklyn. La estación es servida las 24 horas por los trenes del servicio .